# Coufouleux
Coufouleux is een gemeente in het Franse departement Tarn (regio Occitanie) en telt 2096 inwoners (2005). De plaats maakt deel uit van het arrondissement Albi.

## Geografie
De oppervlakte van Coufouleux bedraagt 27,2 km², de bevolkingsdichtheid is 77,1 inwoners per km².

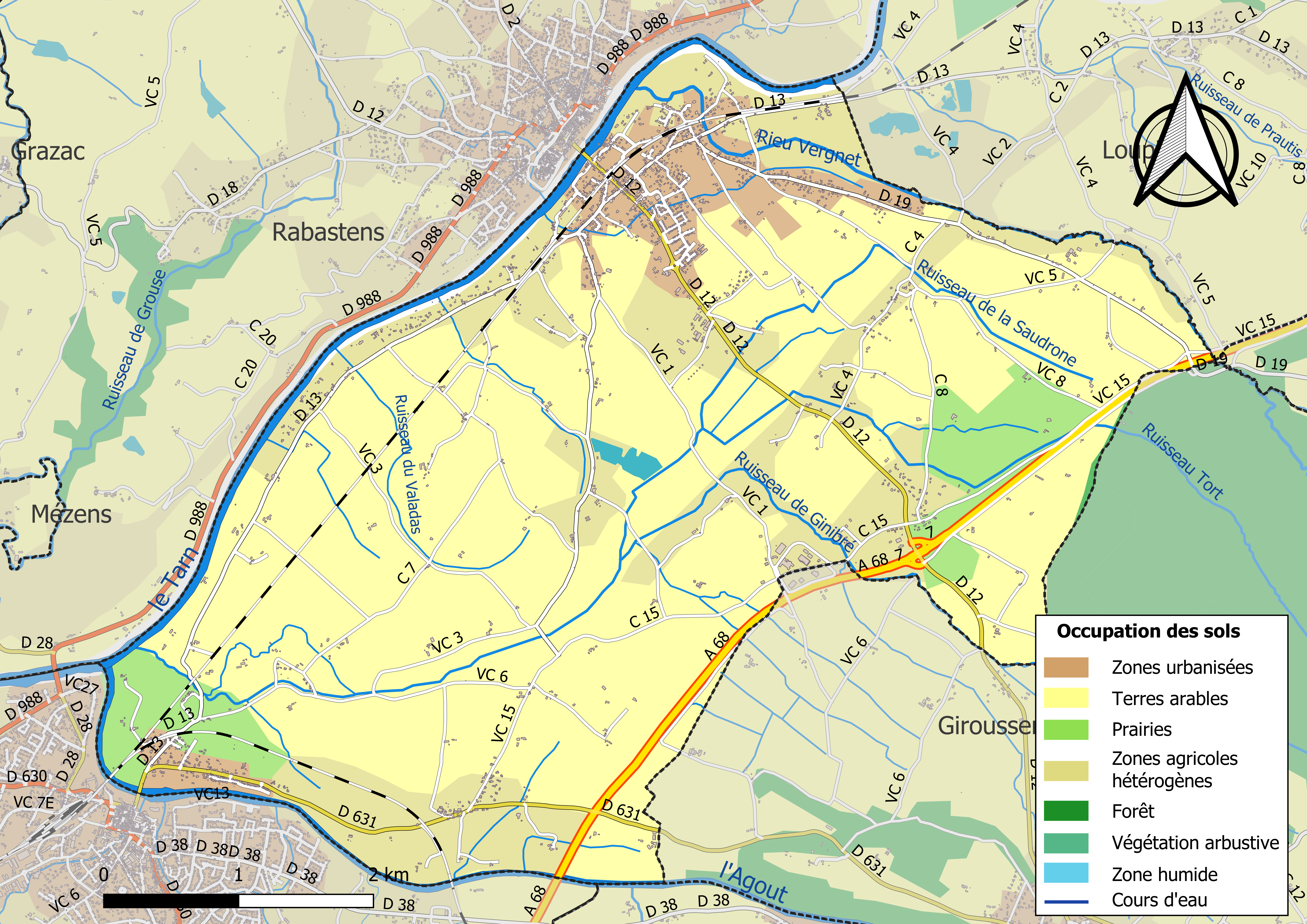
Kaart van de gemeente met de belangrijkste infrastructuur, bodemgebruik en omliggende gemeenten

## Verkeer
In de gemeente ligt het spoorwegstation Rabastens-Couffouleux.

## Demografie
Onderstaande figuur toont het verloop van het inwonertal (bron: INSEE-tellingen).